# Selección de críquet B de Inglaterra
La Selección de críquet B de Inglaterra (antes Inglaterra A) es el equipo de "segundo nivel" de Inglaterra y Gales, por debajo del equipo de cricket de Inglaterra. En gran parte, está destinado a ser una forma para que los jóvenes jugadores de críquet prometedores adquieran experiencia en el juego de cricket internacional.

## Inglaterra B e Inglaterra A
Aunque se pensó principalmente como un equipo de gira, durante varios años en la década de 1990 jugaron un partido en Inglaterra al comienzo de cada temporada: entre 1992 y 1995 contra el campeón del condado de la temporada anterior y en 1996 y 1997 contra un equipo del resto de Inglaterra. Inglaterra A también jugó dos partidos de la Lista A contra todo el equipo de gira de Sri Lanka en Inglaterra en 1991.
Anteriormente, un equipo de segunda división conocido como "Inglaterra B" jugó un partido contra los paquistaníes en 1982 y había hecho una gira completa por Sri Lanka en 1985/86. La primera gira completa de un equipo llamado "Inglaterra A" fue a Zimbabue en 1989/90, y consistió en tres partidos de primera clase y tres partidos de 50+. En esta ocasión, Inglaterra A jugó contra todo el equipo de Zimbabue, pero en giras posteriores sus oponentes más importantes generalmente han sido los equipos A equivalentes de los países en los que han estado de gira. Sin embargo, Inglaterra A ha estado de gira por Australia pero nunca ha jugado un partido contra sus contrapartes del equipo A australiano.
También suelen jugar partidos contra equipos estatales o provinciales, y en 2000/01 Inglaterra A participó en la Busta Cup, la competición nacional de primera clase de las Indias Occidentales, terminando en tercer lugar de los ocho equipos participantes. En 2003/04, Inglaterra A participó en la competición del Duleep Trophy de la India, pero no pudo pasar de la fase de grupos después de perder sus dos partidos. No hubo partidos de Inglaterra A jugados en el período entre estas dos giras.

## Leones de Inglaterra
Los leones de Inglaterra recién rebautizados se integraron luego con la Academia Nacional del BCE, con grupos de gira tomados del equipo de la Academia. El 15 de junio de 2007, el BCE (English & Welsh Cricket Board) anunció que el equipo inaugural de los Leones jugaría un partido de preparación de gira de un día contra las Indias Occidentales en Worcester. Más tarde en el verano contra los Indios de gira, los Leones empataron un partido de 3 días en Chelmsford. y tuvo un partido de un día abandonado debido a la lluvia en Northampton.
El 4 de enero de 2008 se nombró al equipo para la gira de los Lions de Inglaterra por la India, con el bateador de Sussex, Michael Yardy, como capitán. El equipo compitió en la competición nacional de primera clase del Duleep Trophy 2008 además de los partidos amistosos.

## Llamadas recientes
Aquí se enumeran todos los jugadores que han sido seleccionados para los England Lions desde el comienzo de la temporada 2019 y su convocatoria más reciente. En ese período, los equipos han sido nombrados por:
Un partido de cuatro días en casa contra Australia A en julio de 2019.
Una gira de cinco partidos de 50 años y tres partidos de cuatro días en Australia en febrero y marzo de 2020.
El capitán del equipo suele variar de una serie a otra. Los jugadores que han jugado cricket internacional para el equipo principal de Inglaterra se señalan con superíndices.
| Nombre             | Edad | Pos.           | Estilo de bateo | Estilo de bowling                  | Condado         | Llamada más reciente         |
| ------------------ | ---- | -------------- | --------------- | ---------------------------------- | --------------- | ---------------------------- |
| Tom Abell          | 27   | Bateadores     | Diestro         | Medio brazo derecho                | Somerset        | Gira 2019-2020 por Australia |
| Zak Crawley        | 23   | Bateadores     | Diestro         | Descanso del brazo derecho         | Kent            | Gira 2019-2020 por Australia |
| Ben Duckett        | 26   | Bateadores     | Zurdo           | -                                  | Nottinghamshire | 2019 vs. Australia A         |
| Laurie Evans       | 33   | Bateadores     | Diestro         | Descanso del brazo derecho         | Sussex          | Gira 2019-2020 por Australia |
| Sam Hain           | 25   | Bateadores     | Diestro         | Descanso del brazo derecho         | Warwickshire    | Gira 2019-2020 por Australia |
| Keaton Jennings    | 28   | Bateadores     | Zurdo           | Brazo derecho medio-rápido         | Lancashire      | Gira 2019-2020 por Australia |
| Dan Lawrence       | 23   | Bateadores     | Diestro         | Descanso del brazo derecho         | Essex           | Gira 2019-2020 por Australia |
| Tom Kohler-Cadmore | 26   | Bateadores     | Diestro         | Descanso del brazo derecho         | Yorkshire       | Gira 2019-2020 por Australia |
| Sam Northeast      | 31   | Bateadores     | Diestro         | Descanso del brazo derecho         | Hampshire       | Gira 2019-2020 por Australia |
| Dom Sibley         | 25   | Bateadores     | Diestro         | Descanso del brazo derecho         | Warwickshire    | Gira 2019-2020 por Australia |
| James Bracey       | 23   | Wicket-keepers | Zurdo           | -                                  | Gloucestershire | Gira 2019-2020 por Australia |
| Ben Cox            | 29   | Wicket-keepers | Diestro         | -                                  | Worcestershire  | Gira 2019-2020 por Australia |
| Ben Foakes         | 28   | Wicket-keepers | Diestro         | -                                  | Surrey          | 2019 vs. Australia A         |
| Tom Moores         | 24   | Wicket-keepers | Zurdo           | -                                  | Nottinghamshire | Gira 2019-2020 por Australia |
| Ollie G. Robinson  | 22   | Wicket-keepers | Diestro         | -                                  | Kent            | Gira 2019-2020 por Australia |
| Sam Curran         | 22   | All-rounders   | Zurdo           | Brazo izquierdo medio-rápido       | Surrey          | 2019 vs. Australia A         |
| Lewis Gregory      | 28   | All-rounders   | Diestro         | Brazo derecho rápido-medio         | Somerset        | Gira 2019-2020 por Australia |
| Will Jacks         | 22   | All-rounders   | Diestro         | Medio brazo derecho                | Surrey          | Gira 2019-2020 por Australia |
| Craig Overton      | 26   | All-rounders   | Diestro         | Brazo derecho rápido-medio         | Somerset        | Gira 2019-2020 por Australia |
| Henry Brookes      | 21   | Pace bowlers   | Diestro         | Medio brazo derecho                | Warwickshire    | Gira 2019-2020 por Australia |
| Brydon Carse       | 25   | Pace bowlers   | Diestro         | Rápido con el brazo derecho        | Durham          | Gira 2019-2020 por Australia |
| Richard Gleeson    | 33   | Pace bowlers   | Diestro         | Brazo derecho rápido-medio         | Lancashire      | Gira 2019-2020 por Australia |
| Saqib Mahmood      | 24   | Pace bowlers   | Diestro         | Brazo derecho rápido-medio         | Lancashire      | Gira 2019-2020 por Australia |
| Matt Milnes        | 26   | Pace bowlers   | Diestro         | Brazo derecho rápido-medio         | Kent            | Gira 2019-2020 por Australia |
| Jamie Porter       | 27   | Pace bowlers   | Diestro         | Brazo derecho rápido-medio         | Essex           | 2019 vs. Australia A         |
| Ollie E. Robinson  | 27   | Pace bowlers   | Diestro         | Medio brazo derecho                | Sussex          | Gira 2019-2020 por Australia |
| Dominic Bess       | 23   | Spin bowlers   | Diestro         | Descanso del brazo derecho         | Somerset        | Gira 2019-2020 por Australia |
| Mason Crane        | 24   | Spin bowlers   | Diestro         | Rotura de pierna del brazo derecho | Hampshire       | Gira 2019-2020 por Australia |
| Jack Leach         | 29   | Spin bowlers   | Zurdo           | Ortodoxo lento del brazo izquierdo | Somerset        | 2019 vs. Australia A         |
| Amar Virdi         | 22   | Spin bowlers   | Diestro         | Descanso del brazo derecho         | Surrey          | Gira 2019-2020 por Australia |

## Resumen de participaciones

### Temporada
| Temporada                      | País                        | Primera clase vs. Equipo A  | Primera clase vs. Equipo A  | Primera clase vs. Equipo A  | Otros de primera clase      | Otros de primera clase      | Otros de primera clase      | Lista A vs. Equipo A        | Lista A vs. Equipo A        | Lista A vs. Equipo A        | Otra Lista A                | Otra Lista A                | Otra Lista A                | Twenty20 vs. Equipo A       | Twenty20 vs. Equipo A       | Twenty20 vs. Equipo A       | Otros Twenty20              | Otros Twenty20              | Otros Twenty20              |
| Temporada                      | País                        | G                           | E                           | P                           | G                           | E                           | P                           | G                           | P                           | SR                          | G                           | P                           | SR                          | G                           | P                           | SR                          | G                           | P                           | SR                          |
| Inglaterra B (1982-1985/86)    | Inglaterra B (1982-1985/86) | Inglaterra B (1982-1985/86) | Inglaterra B (1982-1985/86) | Inglaterra B (1982-1985/86) | Inglaterra B (1982-1985/86) | Inglaterra B (1982-1985/86) | Inglaterra B (1982-1985/86) | Inglaterra B (1982-1985/86) | Inglaterra B (1982-1985/86) | Inglaterra B (1982-1985/86) | Inglaterra B (1982-1985/86) | Inglaterra B (1982-1985/86) | Inglaterra B (1982-1985/86) | Inglaterra B (1982-1985/86) | Inglaterra B (1982-1985/86) | Inglaterra B (1982-1985/86) | Inglaterra B (1982-1985/86) | Inglaterra B (1982-1985/86) | Inglaterra B (1982-1985/86) |
| ------------------------------ | --------------------------- | --------------------------- | --------------------------- | --------------------------- | --------------------------- | --------------------------- | --------------------------- | --------------------------- | --------------------------- | --------------------------- | --------------------------- | --------------------------- | --------------------------- | --------------------------- | --------------------------- | --------------------------- | --------------------------- | --------------------------- | --------------------------- |
| 1982                           | Pakistán                    | -                           | -                           | -                           | 0                           | 1                           | 0                           | -                           | -                           | -                           | -                           | -                           | -                           | -                           | -                           | -                           | -                           | -                           | -                           |
| 1985/86                        | Sri Lanka                   | -                           | -                           | -                           | 0                           | 7                           | 0                           | -                           | -                           | -                           | 2                           | 3                           | 0                           | -                           | -                           | -                           | -                           | -                           | -                           |
| Inglaterra A (1989/90-2006/07) |                             |                             |                             |                             |                             |                             |                             |                             |                             |                             |                             |                             |                             |                             |                             |                             |                             |                             |                             |
| 1989/90                        | Zimbabue                    | -                           | -                           | -                           | 1                           | 2                           | 0                           | -                           | -                           | -                           | 3                           | 0                           | 0                           | -                           | -                           | -                           | -                           | -                           | -                           |
| 1990/91                        | Pakistán                    | -                           | -                           | -                           | 0                           | 1                           | 0                           | -                           | -                           | -                           | 1                           | 0                           | 0                           | -                           | -                           | -                           | -                           | -                           | -                           |
| 1990/91                        | Sri Lanka                   | 0                           | 3                           | 0                           | 1                           | 0                           | 0                           | 1                           | 4                           | 0                           | -                           | -                           | -                           | -                           | -                           | -                           | -                           | -                           | -                           |
| 1991                           | Inglaterra                  | -                           | -                           | -                           | -                           | -                           | -                           | -                           | -                           | -                           | 1                           | 1                           | 0                           | -                           | -                           | -                           | -                           | -                           | -                           |
| 1991/92                        | Indias Occidentales         | 0                           | 1                           | 2                           | 0                           | 2                           | 0                           | -                           | -                           | -                           | 1                           | 0                           | 0                           | -                           | -                           | -                           | -                           | -                           | -                           |
| 1992                           | Inglaterra                  | -                           | -                           | -                           | 0                           | 1                           | 0                           | -                           | -                           | -                           |                             |                             |                             | -                           | -                           | -                           | -                           | -                           | -                           |
| 1992/93                        | Australia                   | -                           | -                           | -                           | 0                           | 2                           | 2                           | -                           | -                           | -                           | 0                           | 1                           | 0                           | -                           | -                           | -                           | -                           | -                           | -                           |
| 1993                           | Inglaterra                  | -                           | -                           | -                           | 0                           | 0                           | 1                           | -                           | -                           | -                           | -                           | -                           | -                           | -                           | -                           | -                           | -                           | -                           | -                           |
| 1993/94                        | Sudáfrica                   | 0                           | 1                           | 0                           | 4                           | 2                           | 1                           | -                           | -                           | -                           | -                           | -                           | -                           | -                           | -                           | -                           | -                           | -                           | -                           |
| 1994                           | Inglaterra                  | -                           | -                           | -                           | 0                           | 1                           | 0                           | -                           | -                           | -                           | -                           | -                           | -                           | -                           | -                           | -                           | -                           | -                           | -                           |
| 1994/95                        | India                       | 3                           | 0                           | 0                           | 1                           | 1                           | 0                           | 2                           | 1                           | 0                           | -                           | -                           | -                           | -                           | -                           | -                           | -                           | -                           | -                           |
| 1995                           | Inglaterra                  | -                           | -                           | -                           | 1                           | 0                           | 0                           | -                           | -                           | -                           | -                           | -                           | -                           | -                           | -                           | -                           | -                           | -                           | -                           |
| 1995/96                        | Pakistán                    | 1                           | 2                           | 0                           | 2                           | 1                           | 0                           | 2                           | 1                           | 0                           | 2                           | 0                           | 0                           | -                           | -                           | -                           | -                           | -                           | -                           |
| 1996                           | Inglaterra                  | -                           | -                           | -                           | 1                           | 0                           | 0                           | -                           | -                           | -                           | -                           | -                           | -                           | -                           | -                           | -                           | -                           | -                           | -                           |
| 1996/97                        | Australia                   | -                           | -                           | -                           | 2                           | 1                           | 0                           | -                           | -                           | -                           | 2                           | 0                           | 1                           | -                           | -                           | -                           | -                           | -                           | -                           |
| 1997                           | Inglaterra                  | -                           | -                           | -                           | 0                           | 1                           | 0                           | -                           | -                           | -                           | -                           | -                           | -                           | -                           | -                           | -                           | -                           | -                           | -                           |
| 1997/98                        | Kenia                       | -                           | -                           | -                           | 1                           | 0                           | 0                           | -                           | -                           | -                           | 1                           | 0                           | 1                           | -                           | -                           | -                           | -                           | -                           | -                           |
| 1997/98                        | Sri Lanka                   | 2                           | 1                           | 0                           | 1                           | 1                           | 0                           | 0                           | 3                           | 0                           | 0                           | 0                           | 1                           | -                           | -                           | -                           | -                           | -                           | -                           |
| 1998/99                        | Zimbabue                    | 1                           | 1                           | 0                           | 0                           | 0                           | 1                           | 3                           | 0                           | 0                           | 2                           | 0                           | 1                           | -                           | -                           | -                           | -                           | -                           | -                           |
| 1998/99                        | Sudáfrica                   | -                           | -                           | -                           | 2                           | 0                           | 0                           | -                           | -                           | -                           | -                           | -                           | -                           | -                           | -                           | -                           | -                           | -                           | -                           |
| 1999/2000                      | Bangladés                   | -                           | -                           | -                           | 0                           | 2                           | 0                           | -                           | -                           | -                           | 1                           | 0                           | 0                           | -                           | -                           | -                           | -                           | -                           | -                           |
| 1999/2000                      | Nueva Zelanda               | 1                           | 1                           | 0                           | 2                           | 1                           | 0                           | 2                           | 0                           | 1                           | 2                           | 0                           | 0                           | -                           | -                           | -                           | -                           | -                           | -                           |
| 2000/01                        | Indias Occidentales         | -                           | -                           | -                           | 3                           | 4                           | 1                           | -                           | -                           | -                           | -                           | -                           | -                           | -                           | -                           | -                           | -                           | -                           | -                           |
| 2003/04                        | India                       | -                           | -                           | -                           | 1                           | 0                           | 2                           | 0                           | 3                           | 0                           | 0                           | 1                           | 0                           | -                           | -                           | -                           | -                           | -                           | -                           |
| 2004/05                        | Sri Lanka                   | 1                           | 0                           | 1                           | -                           | -                           | -                           | 1                           | 3                           | 0                           | 1                           | 0                           | 0                           | -                           | -                           | -                           | -                           | -                           | -                           |
| 2005/06                        | Indias Occidentales         | 0                           | 1                           | 1                           | -                           | -                           | -                           | 2                           | 3                           | 0                           | -                           | -                           | -                           | -                           | -                           | -                           | -                           | -                           | -                           |
| 2006/07                        | Bangladés                   | 1                           | 1                           | 0                           | -                           | -                           | -                           | 2                           | 1                           | 0                           | -                           | -                           | -                           | -                           | -                           | -                           | -                           | -                           | -                           |
| England Lions (2007-presente)  |                             |                             |                             |                             |                             |                             |                             |                             |                             |                             |                             |                             |                             |                             |                             |                             |                             |                             |                             |
| 2007                           | Indias Occidentales         | -                           | -                           | -                           | -                           | -                           | -                           | -                           | -                           | -                           | 0                           | 1                           | 0                           | -                           | -                           | -                           | -                           | -                           | -                           |
| 2007                           | India                       | -                           | -                           | -                           | 0                           | 1                           | 0                           | -                           | -                           | -                           | 0                           | 1                           | 0                           | -                           | -                           | -                           | -                           | -                           | -                           |
| 2007/08                        | India                       | -                           | -                           | -                           | 1                           | 0                           | 1                           | -                           | -                           | -                           | -                           | -                           | -                           | -                           | -                           | -                           | -                           | -                           | -                           |
| 2008                           | Nueva Zelanda               | -                           | -                           | -                           | 0                           | 1                           | 0                           | -                           | -                           | -                           | -                           | -                           | -                           | -                           | -                           | -                           | -                           | -                           | -                           |
| 2008                           | Sudáfrica                   | -                           | -                           | -                           | -                           | -                           | -                           | -                           | -                           | -                           | 1                           | 1                           | 0                           | -                           | -                           | -                           | -                           | -                           | -                           |
| 2008/09                        | Nueva Zelanda               | 0                           | 2                           | 0                           | -                           | -                           | -                           | 0                           | 2                           | 0                           | -                           | -                           | -                           | 0                           | 1                           | 0                           | -                           | -                           | -                           |
| 2009                           | Indias Occidentales         | -                           | -                           | -                           | 1                           | 0                           | 0                           | -                           | -                           | -                           | -                           | -                           | -                           | -                           | -                           | -                           | -                           | -                           | -                           |
| 2009                           | Australia                   | -                           | -                           | -                           | 0                           | 1                           | 0                           | -                           | -                           | -                           | -                           | -                           | -                           | -                           | -                           | -                           | -                           | -                           | -                           |
| 2009/10                        | Pakistán                    | -                           | -                           | -                           | -                           | -                           | -                           | 1                           | 2                           | 0                           | -                           | -                           | -                           | 2                           | 1                           | 0                           | -                           | -                           | -                           |
| 2009/10                        | Inglaterra                  | -                           | -                           | -                           | -                           | -                           | -                           | -                           | -                           | -                           | -                           | -                           | -                           | 1                           | 0                           | 0                           | -                           | -                           | -                           |
| 2010                           | Bangladés                   | -                           | -                           | -                           | 1                           | 0                           | 0                           | -                           | -                           | -                           | -                           | -                           | -                           | -                           | -                           | -                           | -                           | -                           | -                           |
| 2010                           | Indias Occidentales         | -                           | -                           | -                           | -                           | -                           | -                           | 2                           | 0                           | 0                           | -                           | -                           | -                           | -                           | -                           | -                           | -                           | -                           | -                           |
| 2010                           | India                       | -                           | -                           | -                           | -                           | -                           | -                           | 2                           | 0                           | 1                           | -                           | -                           | -                           | -                           | -                           | -                           | -                           | -                           | -                           |
| 2010/11                        | Indias Occidentales         | -                           | -                           | -                           | 2                           | 5                           | 0                           | -                           | -                           | -                           | -                           | -                           | -                           | -                           | -                           | -                           | -                           | -                           | -                           |
| 2011                           | Sri Lanka                   | 0                           | 1                           | 0                           | 0                           | 0                           | 1                           | 2                           | 1                           | 0                           | -                           | -                           | -                           | -                           | -                           | -                           | -                           | -                           | -                           |
| 2011/12                        | Bangladés                   | -                           | -                           | -                           | -                           | -                           | -                           | 2                           | 3                           | 0                           | -                           | -                           | -                           | 1                           | 1                           | 0                           | -                           | -                           | -                           |
| 2011/12                        | Sri Lanka                   | -                           | -                           | -                           | -                           | -                           | -                           | 3                           | 2                           | 0                           | -                           | -                           | -                           | -                           | -                           | -                           | -                           | -                           | -                           |
| 2012                           | Indias Occidentales         | -                           | -                           | -                           | 1                           | 0                           | 0                           | -                           | -                           | -                           | -                           | -                           | -                           | -                           | -                           | -                           | -                           | -                           | -                           |
| 2012                           | Australia                   | 0                           | 2                           | 0                           | -                           | -                           | -                           | -                           | -                           | -                           | -                           | -                           | -                           | -                           | -                           | -                           | -                           | -                           | -                           |
| 2012/13                        | Australia                   | -                           | -                           | -                           | -                           | -                           | -                           | 0                           | 4                           | 1                           | 0                           | 2                           | 0                           | -                           | -                           | -                           |                             |                             |                             |
| 2013                           | Nueva Zelanda               | -                           | -                           | -                           | 0                           | 1                           | 0                           | -                           | -                           | -                           | -                           | -                           | -                           | -                           | -                           | -                           | -                           | -                           | -                           |
| 2013                           | Bangladés                   | -                           | -                           | -                           | -                           | -                           | -                           | 2                           | 1                           | 0                           | -                           | -                           | -                           | -                           | -                           | -                           | -                           | -                           | -                           |
| 2013/14                        | Sri Lanka                   | 1                           | 2                           | 0                           | 0                           | 2                           | 0                           | -                           | -                           | -                           | -                           | -                           | -                           | -                           | -                           | -                           | -                           | -                           | -                           |
| 2014                           | Sri Lanka                   | -                           | -                           | -                           | -                           | -                           | -                           | 2                           | 0                           | 0                           | -                           | -                           | -                           | -                           | -                           | -                           | -                           | -                           | -                           |
| 2014                           | Nueva Zelanda               | -                           | -                           | -                           | -                           | -                           | -                           | 0                           | 2                           | 0                           | -                           | -                           | -                           | -                           | -                           | -                           | -                           | -                           | -                           |
| 2014/15                        | Sudáfrica                   | 0                           | 2                           | 0                           | 0                           | 1                           | 0                           | 3                           | 1                           | 1                           | -                           | -                           | -                           | -                           | -                           | -                           | -                           | -                           | -                           |
| 2015/16                        | Pakistán                    | -                           | -                           | -                           | -                           | -                           | -                           | 2                           | 3                           | 0                           | -                           | -                           | -                           | 3                           | 2                           | 0                           | 1                           | 0                           | 0                           |
| 2016                           | Sri Lanka                   | -                           | -                           | -                           | -                           | -                           | -                           | 2                           | 0                           | 0                           | -                           | -                           | -                           | -                           | -                           | -                           | -                           | -                           | -                           |
| 2016                           | Pakistán                    | -                           | -                           | -                           | -                           | -                           | -                           | 2                           | 0                           | 0                           | -                           | -                           | -                           | -                           | -                           | -                           | -                           | -                           | -                           |
| 2018                           | Indias Occidentales         | -                           | -                           | -                           | -                           | -                           | -                           | 2                           | 0                           | 0                           | -                           | -                           | -                           | -                           | -                           | -                           | -                           | -                           | -                           |
| 2018                           | India                       | -                           | -                           | -                           | -                           | -                           | -                           | 1                           | 2                           | 0                           | -                           | -                           | -                           | -                           | -                           | -                           | -                           | -                           | -                           |